# Хворостян, Алексей Викторович
Алексей Викторович Хворостян (род. 26 июля 1983, Санино, Владимирская область) — российский певец, музыкант, автор песен. Большую известность получил с песни «Я служу России».

## Биография
Алексей родился 26 июня 1983 в российском селе Санино Владимирской области, в семье генерал-лейтенанта Виктора Хворостяна.
Детские годы у него прошли в своём родном месте. Когда настало время идти в школу, родители забрали Алексея в Москву, где жили и трудились. Мама работала стоматологом, а отец занимал руководящую должность в органах государственной безопасности.
Первый интерес к музыке появился, когда мальчик нашел гитару старшего брата. Алексей решил поиграть на ней и в итоге порвал струны. После этого случая музыкальный инструмент спрятали. Страсть к творчеству проснулась в Алексее, когда ему исполнилось 12 лет. Юноша начал сочинять стихи, а позже — писать песни.
Мальчик решил вновь взять в руки гитару. Он быстро научился играть, а потом перешел на электрическую гитару. С тех пор Хворостян все свободное время посвящал творчеству, забыв о школе. Алексей часто прогуливал уроки, плохо вёл себя в школе и дома. Когда у парня появились ещё два новых увлечения — тайский бокс и мотоциклы, времени на учёбу стало ещё меньше.
В юности Алексей Хворостян успел сменить несколько учебных заведений. После окончания 9-го класса парень удивил родных поступлением в Суворовское училище. Однако там своенравный молодой человек не задержался и перевелся в юридический колледж при МГУ. Высшее образование получил в Российской правовой академии при Министерстве юстиции (специальность «уголовное право»). После выпуска занимался бизнесом и работал на таможне.
В 2006 году Алексею Викторовичу удалось пройти все кастинги на телевизионный проект «Фабрика звёзд». Успел исполнить песню «Я служу России», чем запомнился слушателям и приобрел популярность. Артист по собственному желанию покинул «Фабрика звёзд» и остался продолжать заниматься музыкой и выступать на сценах.

## Дискография
- «Падали, но поднимались» (2007)